# Gand-Wevelgem féminin 2019
Cet article concerne la course féminine. Pour la course masculine, voir Gand-Wevelgem 2019.
La 8e édition de Gand-Wevelgem féminin a lieu le 31 mars 2019. C'est la cinquième épreuve de l'UCI World Tour féminin 2019. Elle est remportée par la Néerlandaise Kirsten Wild. Elle devient alors la première femme à remporter la course 2 fois après sa première victoire en 2013. 

## Présentation

### Organisation
L'épreuve est organisée par Flanders Classics.

### Parcours
Le parcours est similaire à celui de l'année précédente. Le départ est donné depuis la grand-place d'Ypres. Une boucle autour de Poperinge est effectuée. La première côte escaladée est le Banneberg . Le Mont Kemmel est ensuite pris une première fois par le côté dit Belvédère. Le Monteberg est escaladé dans la foulée. La course emprunte les « Plugstreets », secteurs pavés autour de la commune de Ploegsteert. Par rapport à l'année précédente, ce passage est légèrement plus court. Après ce deuxième passage sur le Mont Kemmel, le parcours fait un crochet vers le nord et Ypres pour aller chercher la N8 qui mène ensuite les coureuses directement jusqu'à Wevelgem. Le final est identique à celui des hommes.
Six monts sont au programme de cette édition, dont certains recouverts de pavés :
| Mont | Nom                     | km    | Revêtement | Longueur (m) | Pente moyenne | Pente maxi | km de l'arrivée |
| ---- | ----------------------- | ----- | ---------- | ------------ | ------------- | ---------- | --------------- |
| 1    | Baneberg (nl)           | 48,4  |            |              | %             | %          | 88,5            |
| 2    | Mont Kemmel - Belvédère | 56,4  |            |              | %             | %          | 80,5            |
| 3    | Monteberg (nl)          | 60,3  |            |              | %             | %          | 76,6            |
| 4    | Baneberg (nl)           | 90,4  |            |              | %             | %          | 46,5            |
| 5    | Mont Kemmel - Belvédère | 98,4  |            |              | %             | %          | 38,5            |
| 6    | Monteberg (nl)          | 102,3 |            |              | %             | %          | 34,6            |

### Équipes
Vingt-quatre équipes sont au départ.
| Équipes féminines professionnelles (24)- Alé Cipollini - Aromitalia Vaiano - Astana Women's - Biehler Pro Cycling - Bigla - Boels Dolmans - BTC City Ljubljana - Canyon-SRAM Racing - CCC-Liv - Doltcini-Van Eyck Sport - Drops - FDJ-Nouvelle Aquitaine-Futuroscope - Health Mate-Ladies Team - Hitec Products - Lotto Soudal Ladies - Mitchelton-Scott - Movistar Team - Parkhotel Valkenburg-Destil - Sunweb Women - Tibco-Silicon Valley Bank - Trek-Segafredo - Valcar Cylance - Virtu Cycling Women - WNT-Rotor Pro Cycling |
| |

## Favorites
La vainqueur sortante, Marta Bastianelli est en forme et candidate à sa propre succession. En cas de sprint les favorites sont : Kirsten Wild, vainqueur des trois jours de La Panne, Lorena Wiebes, Lotte Kopecky, Chloe Hosking, Lotta Lepistö, Coryn Rivera, Alexis Ryan ou Marianne Vos. Dans une configuration plus ouverte, Ellen van Dijk, Amanda Spratt, Floortje Mackaij ou Gracie Elvin peuvent s'imposer.

## Récit de la course
Un vent fort balaie la course. Cela dissuade les échappées. Le début de course n'est ponctué que par plusieurs chutes. Le peloton reste groupé jusqu'après le passage des Plugstreets. Romy Kasper (Alé Cipollini) attaque à 52 kilomètres de l'arrivée. Elle passe le Baneberg en tête avec  25 secondes puis est reprise. Marta Bastianelli (Virtu) passe à l'offensive dans le Mont Kemmel. Suivie par Katarzyna Niewiadoma (Canyon-SRAM), elle ne creuse pas d'écart mais provoque une sélection puisque le peloton se casse. Dans le Monteberg, des accélérations d'Ashleigh Moolman-Pasio (CCC-Liv) puis encore de Bastianelli ne sont pas couronnées de succès. Le peloton se reforme avec le retour d'un groupe avec de nombreuses sprinteuses : Lotta Lepistö, Amalie Dideriksen, Chantal Blaak ou encore Roxane Fournier.
Sofia Bertizzolo (Virtu) profite du ralentissement du peloton pour attaquer. Daniela Reis (Doltcini-Van Eyck Sport) la rejoint quelques kilomètres plus loin. L'écart monte à 28 secondes. Derrière, d'autres groupes d'attardées reviennent dans le peloton. Bertizzolo et Reis sont reprises dans Ypres à 23 kilomètres de l'arrivée. Le final est ponctué de nombreuses offensives, mais le vent rend les échappées difficiles. Sarah Roy (Mitchelton-Scott), Jip van den Bos (Boels Dolmans) et Demi de Jong (Lotto Soudal Ladies) creusent un petit écart à 6 kilomètres de l'arrivée mais n'ont pas plus de succès que les précédentes tentatives. La formation Sunweb tente également de provoquer des bordures, mais le vent est mal orienté. Le sprint est lancé tardivement par le train de la Trek-Segafredo. Kirsten Wild (WNT-Rotor) s'impose avec une belle marge devant Lorena Wiebes (Parkhotel Valkenburg) et Letizia Paternoster (Trek-Segafredo),,.

## Classements

### Classement final
| \| Classement général \| Classement général \| Classement général \| Classement général \| Classement général \| \| Coureuse \| Coureuse \| Pays \| Équipe \| Temps \| \| ------------------ \| ------------------- \| ------------------ \| --------------------- \| ------------------ \| \| 1re \| Kirsten Wild \| Pays-Bas \| WNT-Rotor Pro Cycling \| 3 h 33 min 34 s \| \| 2e \| Lorena Wiebes \| Pays-Bas \| Parkhotel Valkenburg \| + 0 s \| \| 3e \| Letizia Paternoster \| Italie \| Trek-Segafredo \| + 0 s \| \| 4e \| Marta Bastianelli \| Italie \| Virtu Cycling Women \| + 0 s \| \| 5e \| Amy Pieters \| Pays-Bas \| Boels Dolmans \| + 0 s \| \| 6e \| Lotte Kopecky \| Belgique \| Lotto Soudal Ladies \| + 0 s \| \| 7e \| Michela Balducci \| Italie \| Aromitalia Vaiano \| + 0 s \| \| 8e \| Elena Cecchini \| Italie \| Canyon-SRAM Racing \| + 0 s \| \| 9e \| Elisa Balsamo \| Italie \| Valcar Cylance \| + 0 s \| \| 10e \| Marta Cavalli \| Italie \| Valcar Cylance \| + 0 s \| |                     |          |                       |                 |
| |                     |          |                       |                 |
| Source : ProCyclingStats |                     |          |                       |                 |
| Classement général |                     |          |                       |                 |
| Coureuse | Coureuse            | Pays     | Équipe                | Temps           |
| 1re | Kirsten Wild        | Pays-Bas | WNT-Rotor Pro Cycling | 3 h 33 min 34 s |
| 2e | Lorena Wiebes       | Pays-Bas | Parkhotel Valkenburg  | + 0 s           |
| 3e | Letizia Paternoster | Italie   | Trek-Segafredo        | + 0 s           |
| 4e | Marta Bastianelli   | Italie   | Virtu Cycling Women   | + 0 s           |
| 5e | Amy Pieters         | Pays-Bas | Boels Dolmans         | + 0 s           |
| 6e | Lotte Kopecky       | Belgique | Lotto Soudal Ladies   | + 0 s           |
| 7e | Michela Balducci    | Italie   | Aromitalia Vaiano     | + 0 s           |
| 8e | Elena Cecchini      | Italie   | Canyon-SRAM Racing    | + 0 s           |
| 9e | Elisa Balsamo       | Italie   | Valcar Cylance        | + 0 s           |
| 10e | Marta Cavalli       | Italie   | Valcar Cylance        | + 0 s           |

### UCI World Tour

#### Points attribués
| Position           | 1er | 2e  | 3e  | 4e  | 5e | 6e | 7e | 8e | 9e | 10e | 11e | 12e | 13e | 14e | 15e | 16e à 30e | 31e à 40e |
| Classement général | 200 | 150 | 125 | 100 | 85 | 70 | 60 | 50 | 40 | 35  | 30  | 25  | 20  | 15  | 10  | 5         | 3         |

| Classement par points | Classement par points | Classement par points | Classement par points | Classement par points |
| Coureuse              | Coureuse              | Pays                  | Équipe                | Points                |
| --------------------- | --------------------- | --------------------- | --------------------- | --------------------- |
| 1re                   | Marta Bastianelli     | Italie                | Virtu Cycling Women   | 460 pts               |
| 2e                    | Kirsten Wild          | Pays-Bas              | WNT-Rotor Pro Cycling | 450 pts               |
| 3e                    | Marianne Vos          | Pays-Bas              | CCC-Liv               | 345 pts               |
| 4e                    | Lorena Wiebes         | Pays-Bas              | Parkhotel Valkenburg  | 300 pts               |
| 5e                    | Lotte Kopecky         | Belgique              | Lotto Soudal Ladies   | 280 pts               |
| 6e                    | Chantal Blaak         | Pays-Bas              | Boels Dolmans         | 215 pts               |
| 7e                    | Cecilie Uttrup Ludwig | Danemark              | Bigla                 | 210 pts               |
| 8e                    | Annemiek van Vleuten  | Pays-Bas              | Mitchelton-Scott      | 200 pts               |
| 9e                    | Katarzyna Niewiadoma  | Pologne               | Canyon-SRAM Racing    | 195 pts               |
| 10e                   | Amy Pieters           | Pays-Bas              | Boels Dolmans         | 190 pts               |

| Classement par points | Classement par points | Classement par points | Classement par points | Classement par points |
| Coureuse              | Coureuse              | Pays                  | Équipe                | Points                |
| --------------------- | --------------------- | --------------------- | --------------------- | --------------------- |
| 1re                   | Marta Bastianelli     | Italie                | Virtu Cycling Women   | 460 pts               |
| 2e                    | Kirsten Wild          | Pays-Bas              | WNT-Rotor Pro Cycling | 450 pts               |
| 3e                    | Marianne Vos          | Pays-Bas              | CCC-Liv               | 345 pts               |
| 4e                    | Lorena Wiebes         | Pays-Bas              | Parkhotel Valkenburg  | 300 pts               |
| 5e                    | Lotte Kopecky         | Belgique              | Lotto Soudal Ladies   | 280 pts               |
| 6e                    | Chantal Blaak         | Pays-Bas              | Boels Dolmans         | 215 pts               |
| 7e                    | Cecilie Uttrup Ludwig | Danemark              | Bigla                 | 210 pts               |
| 8e                    | Annemiek van Vleuten  | Pays-Bas              | Mitchelton-Scott      | 200 pts               |
| 9e                    | Katarzyna Niewiadoma  | Pologne               | Canyon-SRAM Racing    | 195 pts               |
| 10e                   | Amy Pieters           | Pays-Bas              | Boels Dolmans         | 190 pts               |

| Classement du meilleur jeune | Classement du meilleur jeune | Classement du meilleur jeune | Classement du meilleur jeune       | Classement du meilleur jeune |
| Coureuse                     | Coureuse                     | Pays                         | Équipe                             | Points                       |
| ---------------------------- | ---------------------------- | ---------------------------- | ---------------------------------- | ---------------------------- |
| 1re                          | Lorena Wiebes                | Pays-Bas                     | Parkhotel Valkenburg               | 12 pts                       |
| 2e                           | Sofia Bertizzolo             | Italie                       | Virtu Cycling Women                | 10 pts                       |
| 3e                           | Marta Cavalli                | Italie                       | Valcar Cylance                     | 8 pts                        |
| 4e                           | Évita Muzic                  | France                       | FDJ-Nouvelle Aquitaine-Futuroscope | 6 pts                        |
| 5e                           | Letizia Paternoster          | Italie                       | Trek-Segafredo                     | 4 pts                        |
| 6e                           | Susanne Andersen             | Norvège                      | Sunweb                             | 4 pts                        |
| 7e                           | Amber van der Hulst          | Pays-Bas                     | Jan van Arckel                     | 4 pts                        |
| 8e                           | Liane Lippert                | Allemagne                    | Sunweb                             | 4 pts                        |
| 9e                           | Elisa Balsamo                | Italie                       | Valcar Cylance                     | 4 pts                        |
| 10e                          | Katia Ragusa                 | Italie                       | Bepink                             | 2 pts                        |

| Classement du meilleur jeune | Classement du meilleur jeune | Classement du meilleur jeune | Classement du meilleur jeune       | Classement du meilleur jeune |
| Coureuse                     | Coureuse                     | Pays                         | Équipe                             | Points                       |
| ---------------------------- | ---------------------------- | ---------------------------- | ---------------------------------- | ---------------------------- |
| 1re                          | Lorena Wiebes                | Pays-Bas                     | Parkhotel Valkenburg               | 12 pts                       |
| 2e                           | Sofia Bertizzolo             | Italie                       | Virtu Cycling Women                | 10 pts                       |
| 3e                           | Marta Cavalli                | Italie                       | Valcar Cylance                     | 8 pts                        |
| 4e                           | Évita Muzic                  | France                       | FDJ-Nouvelle Aquitaine-Futuroscope | 6 pts                        |
| 5e                           | Letizia Paternoster          | Italie                       | Trek-Segafredo                     | 4 pts                        |
| 6e                           | Susanne Andersen             | Norvège                      | Sunweb                             | 4 pts                        |
| 7e                           | Amber van der Hulst          | Pays-Bas                     | Jan van Arckel                     | 4 pts                        |
| 8e                           | Liane Lippert                | Allemagne                    | Sunweb                             | 4 pts                        |
| 9e                           | Elisa Balsamo                | Italie                       | Valcar Cylance                     | 4 pts                        |
| 10e                          | Katia Ragusa                 | Italie                       | Bepink                             | 2 pts                        |

| Classement par équipes aux points | Classement par équipes aux points | Classement par équipes aux points | Classement par équipes aux points |
| Équipe                            | Équipe                            | Pays                              | Points                            |
| --------------------------------- | --------------------------------- | --------------------------------- | --------------------------------- |
| 1re                               | Boels Dolmans                     | Pays-Bas                          | 719 pts                           |
| 2e                                | WNT-Rotor Pro Cycling             | Allemagne                         | 511 pts                           |
| 3e                                | Virtu Cycling Women               | Danemark                          | 498 pts                           |
| 4e                                | CCC-Liv                           | Pays-Bas                          | 455 pts                           |
| 5e                                | Trek-Segafredo                    | États-Unis                        | 419 pts                           |
| 6e                                | Canyon-SRAM Racing                | Allemagne                         | 397 pts                           |
| 7e                                | Mitchelton-Scott                  | Australie                         | 387 pts                           |
| 8e                                | Parkhotel Valkenburg-Destil       | Pays-Bas                          | 313 pts                           |
| 9e                                | Sunweb Women                      | Pays-Bas                          | 304 pts                           |
| 10e                               | Lotto Soudal Ladies               | Belgique                          | 303 pts                           |

| Classement par équipes aux points | Classement par équipes aux points | Classement par équipes aux points | Classement par équipes aux points |
| Équipe                            | Équipe                            | Pays                              | Points                            |
| --------------------------------- | --------------------------------- | --------------------------------- | --------------------------------- |
| 1re                               | Boels Dolmans                     | Pays-Bas                          | 719 pts                           |
| 2e                                | WNT-Rotor Pro Cycling             | Allemagne                         | 511 pts                           |
| 3e                                | Virtu Cycling Women               | Danemark                          | 498 pts                           |
| 4e                                | CCC-Liv                           | Pays-Bas                          | 455 pts                           |
| 5e                                | Trek-Segafredo                    | États-Unis                        | 419 pts                           |
| 6e                                | Canyon-SRAM Racing                | Allemagne                         | 397 pts                           |
| 7e                                | Mitchelton-Scott                  | Australie                         | 387 pts                           |
| 8e                                | Parkhotel Valkenburg-Destil       | Pays-Bas                          | 313 pts                           |
| 9e                                | Sunweb Women                      | Pays-Bas                          | 304 pts                           |
| 10e                               | Lotto Soudal Ladies               | Belgique                          | 303 pts                           |

## Liste des participantes
| Légende | Légende                                                                    | Légende | Légende                                                    |
| ------- | -------------------------------------------------------------------------- | ------- | ---------------------------------------------------------- |
| Num     | Dossard de départ porté par le coureur sur ce Gand-Wevelgem                | Pos     | Position à l'arrivée de la course                          |
|         | Indique un maillot de champion national ou mondial, suivi de sa spécialité | NP      | Indique un coureur qui n'a pas pris le départ de la course |
| AB      | Indique un coureur qui n'a pas terminé la course                           | HD      | Indique un coureur qui a terminé la course hors des délais |

| Virtu Cycling Women TVC | Virtu Cycling Women TVC         | Virtu Cycling Women TVC |
| ----------------------- | ------------------------------- | ----------------------- |
| Num                     | Coureuse                        | Pos                     |
| 1                       | Marta Bastianelli (ITA) (route) | 4e                      |
| 2                       | Sofia Bertizzolo (ITA)          | 86e                     |
| 3                       | Barbara Guarischi (ITA)         | 57e                     |
| 4                       | Mieke Kröger (GER)              | AB                      |
| 5                       | Christina Siggaard (DEN)        | AB                      |
| 6                       | Anouska Koster (NED)            | 52e                     |

| Lotto Soudal Ladies LSL | Lotto Soudal Ladies LSL    | Lotto Soudal Ladies LSL |
| ----------------------- | -------------------------- | ----------------------- |
| Num                     | Coureuse                   | Pos                     |
| 11                      | Annelies Dom (BEL) (route) | 49e                     |
| 12                      | Danielle Christmas (GBR)   | AB                      |
| 13                      | Demi de Jong (NED)         | 36e                     |
| 14                      | Alana Castrique (BEL)      | AB                      |
| 15                      | Lotte Kopecky (BEL)        | 6e                      |
| 16                      | Kelly Van den Steen (BEL)  | 34e                     |

| Boels Dolmans DLT | Boels Dolmans DLT               | Boels Dolmans DLT |
| ----------------- | ------------------------------- | ----------------- |
| Num               | Coureuse                        | Pos               |
| 21                | Chantal Blaak (NED) (route)     | 71e               |
| 22                | Skylar Schneider (USA)          | 58e               |
| 23                | Jip van den Bos (NED)           | 72e               |
| 24                | Amy Pieters (NED)               | 5e                |
| 25                | Amalie Dideriksen (DEN) (route) | 42e               |
| 26                | Christine Majerus (LUX) (route) | 48e               |

| Alé Cipollini ALE | Alé Cipollini ALE          | Alé Cipollini ALE |
| ----------------- | -------------------------- | ----------------- |
| Num               | Coureuse                   | Pos               |
| 31                | Romy Kasper (GER)          | 96e               |
| 32                | Chloe Hosking (AUS)        | 21e               |
| 33                | Soraya Paladin (ITA)       | 55e               |
| 34                | Nadia Quagliotto (ITA)     | 80e               |
| 35                | Anna Trevisi (ITA)         | 99e               |
| 36                | Eri Yonamine (JPN) (route) | 64e               |

| Aromitalia Vaiano VAI | Aromitalia Vaiano VAI        | Aromitalia Vaiano VAI |
| --------------------- | ---------------------------- | --------------------- |
| Num                   | Coureuse                     | Pos                   |
| 41                    | Michela Balducci (ITA)       | 7e                    |
| 42                    | Letizia Borghesi (ITA)       | 43e                   |
| 43                    | Carmela Cipriani (ITA)       | 39e                   |
| 44                    | Rasa Leleivytė (LTU) (route) | 26e                   |
| 45                    | Giulia Marchesini (ITA)      | AB                    |
| 46                    | Sofia Beggin (ITA)           | 67e                   |

| Astana Women's Team ASA | Astana Women's Team ASA      | Astana Women's Team ASA |
| ----------------------- | ---------------------------- | ----------------------- |
| Num                     | Coureuse                     | Pos                     |
| 51                      | Marie-Soleil Blais (CAN)     | AB                      |
| 52                      | Elena Pirrone (ITA)          | 50e                     |
| 53                      | Makhabbat Umutzhanova (KAZ)  | AB                      |
| 54                      | Lizbeth Salazar (MEX)        | 98e                     |
| 55                      | Olga Shekel (UKR) (route)    | AB                      |
| 56                      | Arlenis Sierra (CUB) (route) | 14e                     |

| Biehler Pro Cycling BPC | Biehler Pro Cycling BPC  | Biehler Pro Cycling BPC |
| ----------------------- | ------------------------ | ----------------------- |
| Num                     | Coureuse                 | Pos                     |
| 61                      | Natalie van Gogh (NED)   | 40e                     |
| 62                      | Teuntje Beekhuis (NED)   | AB                      |
| 63                      | Henrietta Colborne (GBR) | 17e                     |
| 64                      | Merel Hofman (NED)       | AB                      |
| 65                      | Quinty Ton (NED)         | AB                      |
| 66                      | Nienke Wasmus (NED)      | AB                      |

| Bigla BIG | Bigla BIG                     | Bigla BIG |
| --------- | ----------------------------- | --------- |
| Num       | Coureuse                      | Pos       |
| 71        | Julie Norman Leth (DEN)       | 20e       |
| 72        | Mikayla Harvey (NZL)          | AB        |
| 73        | Maria Vittoria Sperotto (ITA) | 29e       |
| 74        | Leah Thomas (USA)             | 70e       |
| 75        | Cecilie Uttrup Ludwig (DEN)   | 54e       |
| 76        | Sophie Wright (GBR)           | 94e       |

| BTC City Ljubljana BTC | BTC City Ljubljana BTC   | BTC City Ljubljana BTC |
| ---------------------- | ------------------------ | ---------------------- |
| Num                    | Coureuse                 | Pos                    |
| 81                     | Maaike Boogaard (NED)    | 32e                    |
| 82                     | Hayley Simmonds (GBR)    | AB                     |
| 83                     | Anastasia Chursina (RUS) | AB                     |
| 84                     | Hanna Nilsson (SWE)      | 46e                    |
| 85                     | Urša Pintar (SLO)        | AB                     |
| 86                     | Monique van de Ree (NED) | AB                     |

| Canyon-SRAM Racing CSR | Canyon-SRAM Racing CSR     | Canyon-SRAM Racing CSR |
| ---------------------- | -------------------------- | ---------------------- |
| Num                    | Coureuse                   | Pos                    |
| 91                     | Alice Barnes (GBR)         | 78e                    |
| 92                     | Hannah Barnes (GBR)        | 87e                    |
| 93                     | Elena Cecchini (ITA)       | 8e                     |
| 94                     | Katarzyna Niewiadoma (POL) | 84e                    |
| 95                     | Lisa Klein (GER)           | 31e                    |
| 96                     | Alexis Magner (USA)        | 85e                    |

| CCC-Liv CCC | CCC-Liv CCC                    | CCC-Liv CCC |
| ----------- | ------------------------------ | ----------- |
| Num         | Coureuse                       | Pos         |
| 101         | Marianne Vos (NED)             | 13e         |
| 102         | Jeanne Korevaar (NED)          | 75e         |
| 103         | Evy Kuijpers (NED)             | 81e         |
| 104         | Marta Lach (POL)               | AB          |
| 105         | Ashleigh Moolman (RSA) (route) | 28e         |
| 106         | Valerie Demey (BEL)            | AB          |

| Doltcini-Van Eyck Sport DVE | Doltcini-Van Eyck Sport DVE     | Doltcini-Van Eyck Sport DVE |
| --------------------------- | ------------------------------- | --------------------------- |
| Num                         | Coureuse                        | Pos                         |
| 111                         | Daniela Reis (POR) (route)      | 44e                         |
| 112                         | Séverine Eraud (FRA)            | 91e                         |
| 113                         | Pascale Jeuland-Tranchant (FRA) | 22e                         |
| 114                         | Bryony van Velzen (NED)         | AB                          |
| 115                         | Saartje Vandenbroucke (BEL)     | AB                          |
| 116                         | Jesse Vandenbulcke (BEL)        | 11e                         |

| Drops DRP | Drops DRP                | Drops DRP |
| --------- | ------------------------ | --------- |
| Num       | Coureuse                 | Pos       |
| 121       | Grace Anderson (NZL)     | AB        |
| 122       | Elizabeth Holden (GBR)   | 41e       |
| 123       | Anna Christian (GBR)     | 95e       |
| 124       | Abby-Mae Parkinson (GBR) | 45e       |
| 125       | Hannah Payton (GBR)      | AB        |
| 126       | Lucy Shaw (GBR)          | AB        |

| FDJ-Nouvelle Aquitaine-Futuroscope FDJ | FDJ-Nouvelle Aquitaine-Futuroscope FDJ | FDJ-Nouvelle Aquitaine-Futuroscope FDJ |
| -------------------------------------- | -------------------------------------- | -------------------------------------- |
| Num                                    | Coureuse                               | Pos                                    |
| 131                                    | Charlotte Becker (GER)                 | 68e                                    |
| 132                                    | Charlotte Bravard (FRA)                | 37e                                    |
| 133                                    | Eugénie Duval (FRA)                    | 60e                                    |
| 134                                    | Emilia Fahlin (SWE) (route)            | 18e                                    |
| 135                                    | Lauren Kitchen (AUS)                   | 47e                                    |
| 136                                    | Greta Richioud (FRA)                   | AB                                     |

| Health Mate-Ladies Team HMT | Health Mate-Ladies Team HMT   | Health Mate-Ladies Team HMT |
| --------------------------- | ----------------------------- | --------------------------- |
| Num                         | Coureuse                      | Pos                         |
| 141                         | Lara Defour (BEL)             | AB                          |
| 142                         | Sara Mustonen (SWE)           | 12e                         |
| 143                         | Christina Schweinberger (AUT) | 89e                         |
| 144                         | Kathrin Schweinberger (AUT)   | 97e                         |
| 145                         | Zsófia Szabó (HUN)            | AB                          |
| 146                         | Kirstie van Haaften (NED)     | AB                          |

| Hitec Products-Birk Sport HPU | Hitec Products-Birk Sport HPU | Hitec Products-Birk Sport HPU |
| ----------------------------- | ----------------------------- | ----------------------------- |
| Num                           | Coureuse                      | Pos                           |
| 151                           | Lucy van der Haar (GBR)       | AB                            |
| 152                           | Ingvild Gåskjenn (NOR)        | AB                            |
| 153                           | Vita Heine (NOR) (route)      | AB                            |
| 154                           | Julie Meyer Solvang (NOR)     | AB                            |
| 155                           | Chanella Stougje (NED)        | AB                            |
| 156                           | Lonneke Uneken (NED)          | 88e                           |

| Mitchelton-Scott MTS | Mitchelton-Scott MTS  | Mitchelton-Scott MTS |
| -------------------- | --------------------- | -------------------- |
| Num                  | Coureuse              | Pos                  |
| 161                  | Jessica Allen (AUS)   | AB                   |
| 162                  | Grace Brown (AUS)     | 56e                  |
| 163                  | Gracie Elvin (AUS)    | 33e                  |
| 164                  | Sarah Roy (AUS)       | 38e                  |
| 165                  | Moniek Tenniglo (NED) | 51e                  |
| 166                  | Amanda Spratt (AUS)   | 79e                  |

| Movistar Team MOV | Movistar Team MOV                 | Movistar Team MOV |
| ----------------- | --------------------------------- | ----------------- |
| Num               | Coureuse                          | Pos               |
| 171               | Aude Biannic (FRA) (route)        | 61e               |
| 172               | Roxane Fournier (FRA)             | 19e               |
| 173               | Alicia González (ESP)             | 59e               |
| 174               | Sheyla Gutiérrez (ESP)            | 62e               |
| 175               | Małgorzata Jasińska (POL) (route) | AB                |
| 176               | Gloria Rodríguez (ESP)            | AB                |

| Parkhotel Valkenburg PHV | Parkhotel Valkenburg PHV | Parkhotel Valkenburg PHV |
| ------------------------ | ------------------------ | ------------------------ |
| Num                      | Coureuse                 | Pos                      |
| 181                      | Ann-Sophie Duyck (BEL)   | 93e                      |
| 182                      | Marit Raaijmakers (NED)  | 65e                      |
| 183                      | Nina Buysman (NED)       | 90e                      |
| 184                      | Roxane Knetemann (NED)   | 66e                      |
| 185                      | Demi Vollering (NED)     | 35e                      |
| 186                      | Lorena Wiebes (NED)      | 2e                       |

| Sunweb SUN | Sunweb SUN                 | Sunweb SUN |
| ---------- | -------------------------- | ---------- |
| Num        | Coureuse                   | Pos        |
| 191        | Lucinda Brand (NED)        | 69e        |
| 192        | Pernille Mathiesen (DEN)   | AB         |
| 193        | Leah Kirchmann (CAN)       | 24e        |
| 194        | Floortje Mackaij (NED)     | 53e        |
| 195        | Coryn Rivera (USA) (route) | 23e        |
| 196        | Julia Soek (NED)           | AB         |

| Tibco-Silicon Valley Bank TIB | Tibco-Silicon Valley Bank TIB | Tibco-Silicon Valley Bank TIB |
| ----------------------------- | ----------------------------- | ----------------------------- |
| Num                           | Coureuse                      | Pos                           |
| 201                           | Brodie Chapman (AUS)          | 82e                           |
| 202                           | Lauren Stephens (USA)         | AB                            |
| 203                           | Alison Jackson (CAN)          | 25e                           |
| 204                           | Nina Kessler (NED)            | 16e                           |
| 205                           | Kendall Ryan (USA)            | AB                            |
| 206                           | Rozanne Slik (NED)            | 30e                           |

| Trek-Segafredo TFS | Trek-Segafredo TFS          | Trek-Segafredo TFS |
| ------------------ | --------------------------- | ------------------ |
| Num                | Coureuse                    | Pos                |
| 211                | Ellen van Dijk (NED)        | 76e                |
| 212                | Lotta Lepistö (FIN) (route) | 15e                |
| 213                | Elisa Longo Borghini (ITA)  | 77e                |
| 214                | Letizia Paternoster (ITA)   | 3e                 |
| 215                | Lauretta Hanson (AUS)       | AB                 |
| 216                | Trixi Worrack (GER)         | 100e               |

| Valcar Cylance VAL | Valcar Cylance VAL              | Valcar Cylance VAL |
| ------------------ | ------------------------------- | ------------------ |
| Num                | Coureuse                        | Pos                |
| 221                | Elisa Balsamo (ITA)             | 9e                 |
| 222                | Marta Cavalli (ITA) (route)     | 10e                |
| 223                | Maria Giulia Confalonieri (ITA) | 27e                |
| 224                | Silvia Pollicini (ITA)          | AB                 |
| 225                | Silvia Persico (ITA)            | 83e                |
| 226                | Ilaria Sanguineti (ITA)         | 101e               |

| WNT-Rotor Pro Cycling WNT | WNT-Rotor Pro Cycling WNT     | WNT-Rotor Pro Cycling WNT |
| ------------------------- | ----------------------------- | ------------------------- |
| Num                       | Coureuse                      | Pos                       |
| 231                       | Kirsten Wild (NED)            | 1re                       |
| 232                       | Gabrielle Pilote Fortin (CAN) | AB                        |
| 233                       | Claudia Koster (NED)          | 92e                       |
| 234                       | Sarah Rijkes (AUT)            | 74e                       |
| 235                       | Lara Vieceli (ITA)            | 63e                       |
| 236                       | Lisa Brennauer (GER)          | 73e                       |

| Virtu Cycling Women TVC | Virtu Cycling Women TVC         | Virtu Cycling Women TVC |
| ----------------------- | ------------------------------- | ----------------------- |
| Num                     | Coureuse                        | Pos                     |
| 1                       | Marta Bastianelli (ITA) (route) | 4e                      |
| 2                       | Sofia Bertizzolo (ITA)          | 86e                     |
| 3                       | Barbara Guarischi (ITA)         | 57e                     |
| 4                       | Mieke Kröger (GER)              | AB                      |
| 5                       | Christina Siggaard (DEN)        | AB                      |
| 6                       | Anouska Koster (NED)            | 52e                     |

| Lotto Soudal Ladies LSL | Lotto Soudal Ladies LSL    | Lotto Soudal Ladies LSL |
| ----------------------- | -------------------------- | ----------------------- |
| Num                     | Coureuse                   | Pos                     |
| 11                      | Annelies Dom (BEL) (route) | 49e                     |
| 12                      | Danielle Christmas (GBR)   | AB                      |
| 13                      | Demi de Jong (NED)         | 36e                     |
| 14                      | Alana Castrique (BEL)      | AB                      |
| 15                      | Lotte Kopecky (BEL)        | 6e                      |
| 16                      | Kelly Van den Steen (BEL)  | 34e                     |

| Boels Dolmans DLT | Boels Dolmans DLT               | Boels Dolmans DLT |
| ----------------- | ------------------------------- | ----------------- |
| Num               | Coureuse                        | Pos               |
| 21                | Chantal Blaak (NED) (route)     | 71e               |
| 22                | Skylar Schneider (USA)          | 58e               |
| 23                | Jip van den Bos (NED)           | 72e               |
| 24                | Amy Pieters (NED)               | 5e                |
| 25                | Amalie Dideriksen (DEN) (route) | 42e               |
| 26                | Christine Majerus (LUX) (route) | 48e               |

| Alé Cipollini ALE | Alé Cipollini ALE          | Alé Cipollini ALE |
| ----------------- | -------------------------- | ----------------- |
| Num               | Coureuse                   | Pos               |
| 31                | Romy Kasper (GER)          | 96e               |
| 32                | Chloe Hosking (AUS)        | 21e               |
| 33                | Soraya Paladin (ITA)       | 55e               |
| 34                | Nadia Quagliotto (ITA)     | 80e               |
| 35                | Anna Trevisi (ITA)         | 99e               |
| 36                | Eri Yonamine (JPN) (route) | 64e               |

| Aromitalia Vaiano VAI | Aromitalia Vaiano VAI        | Aromitalia Vaiano VAI |
| --------------------- | ---------------------------- | --------------------- |
| Num                   | Coureuse                     | Pos                   |
| 41                    | Michela Balducci (ITA)       | 7e                    |
| 42                    | Letizia Borghesi (ITA)       | 43e                   |
| 43                    | Carmela Cipriani (ITA)       | 39e                   |
| 44                    | Rasa Leleivytė (LTU) (route) | 26e                   |
| 45                    | Giulia Marchesini (ITA)      | AB                    |
| 46                    | Sofia Beggin (ITA)           | 67e                   |

| Astana Women's Team ASA | Astana Women's Team ASA      | Astana Women's Team ASA |
| ----------------------- | ---------------------------- | ----------------------- |
| Num                     | Coureuse                     | Pos                     |
| 51                      | Marie-Soleil Blais (CAN)     | AB                      |
| 52                      | Elena Pirrone (ITA)          | 50e                     |
| 53                      | Makhabbat Umutzhanova (KAZ)  | AB                      |
| 54                      | Lizbeth Salazar (MEX)        | 98e                     |
| 55                      | Olga Shekel (UKR) (route)    | AB                      |
| 56                      | Arlenis Sierra (CUB) (route) | 14e                     |

| Biehler Pro Cycling BPC | Biehler Pro Cycling BPC  | Biehler Pro Cycling BPC |
| ----------------------- | ------------------------ | ----------------------- |
| Num                     | Coureuse                 | Pos                     |
| 61                      | Natalie van Gogh (NED)   | 40e                     |
| 62                      | Teuntje Beekhuis (NED)   | AB                      |
| 63                      | Henrietta Colborne (GBR) | 17e                     |
| 64                      | Merel Hofman (NED)       | AB                      |
| 65                      | Quinty Ton (NED)         | AB                      |
| 66                      | Nienke Wasmus (NED)      | AB                      |

| Bigla BIG | Bigla BIG                     | Bigla BIG |
| --------- | ----------------------------- | --------- |
| Num       | Coureuse                      | Pos       |
| 71        | Julie Norman Leth (DEN)       | 20e       |
| 72        | Mikayla Harvey (NZL)          | AB        |
| 73        | Maria Vittoria Sperotto (ITA) | 29e       |
| 74        | Leah Thomas (USA)             | 70e       |
| 75        | Cecilie Uttrup Ludwig (DEN)   | 54e       |
| 76        | Sophie Wright (GBR)           | 94e       |

| BTC City Ljubljana BTC | BTC City Ljubljana BTC   | BTC City Ljubljana BTC |
| ---------------------- | ------------------------ | ---------------------- |
| Num                    | Coureuse                 | Pos                    |
| 81                     | Maaike Boogaard (NED)    | 32e                    |
| 82                     | Hayley Simmonds (GBR)    | AB                     |
| 83                     | Anastasia Chursina (RUS) | AB                     |
| 84                     | Hanna Nilsson (SWE)      | 46e                    |
| 85                     | Urša Pintar (SLO)        | AB                     |
| 86                     | Monique van de Ree (NED) | AB                     |

| Canyon-SRAM Racing CSR | Canyon-SRAM Racing CSR     | Canyon-SRAM Racing CSR |
| ---------------------- | -------------------------- | ---------------------- |
| Num                    | Coureuse                   | Pos                    |
| 91                     | Alice Barnes (GBR)         | 78e                    |
| 92                     | Hannah Barnes (GBR)        | 87e                    |
| 93                     | Elena Cecchini (ITA)       | 8e                     |
| 94                     | Katarzyna Niewiadoma (POL) | 84e                    |
| 95                     | Lisa Klein (GER)           | 31e                    |
| 96                     | Alexis Magner (USA)        | 85e                    |

| CCC-Liv CCC | CCC-Liv CCC                    | CCC-Liv CCC |
| ----------- | ------------------------------ | ----------- |
| Num         | Coureuse                       | Pos         |
| 101         | Marianne Vos (NED)             | 13e         |
| 102         | Jeanne Korevaar (NED)          | 75e         |
| 103         | Evy Kuijpers (NED)             | 81e         |
| 104         | Marta Lach (POL)               | AB          |
| 105         | Ashleigh Moolman (RSA) (route) | 28e         |
| 106         | Valerie Demey (BEL)            | AB          |

| Doltcini-Van Eyck Sport DVE | Doltcini-Van Eyck Sport DVE     | Doltcini-Van Eyck Sport DVE |
| --------------------------- | ------------------------------- | --------------------------- |
| Num                         | Coureuse                        | Pos                         |
| 111                         | Daniela Reis (POR) (route)      | 44e                         |
| 112                         | Séverine Eraud (FRA)            | 91e                         |
| 113                         | Pascale Jeuland-Tranchant (FRA) | 22e                         |
| 114                         | Bryony van Velzen (NED)         | AB                          |
| 115                         | Saartje Vandenbroucke (BEL)     | AB                          |
| 116                         | Jesse Vandenbulcke (BEL)        | 11e                         |

| Drops DRP | Drops DRP                | Drops DRP |
| --------- | ------------------------ | --------- |
| Num       | Coureuse                 | Pos       |
| 121       | Grace Anderson (NZL)     | AB        |
| 122       | Elizabeth Holden (GBR)   | 41e       |
| 123       | Anna Christian (GBR)     | 95e       |
| 124       | Abby-Mae Parkinson (GBR) | 45e       |
| 125       | Hannah Payton (GBR)      | AB        |
| 126       | Lucy Shaw (GBR)          | AB        |

| FDJ-Nouvelle Aquitaine-Futuroscope FDJ | FDJ-Nouvelle Aquitaine-Futuroscope FDJ | FDJ-Nouvelle Aquitaine-Futuroscope FDJ |
| -------------------------------------- | -------------------------------------- | -------------------------------------- |
| Num                                    | Coureuse                               | Pos                                    |
| 131                                    | Charlotte Becker (GER)                 | 68e                                    |
| 132                                    | Charlotte Bravard (FRA)                | 37e                                    |
| 133                                    | Eugénie Duval (FRA)                    | 60e                                    |
| 134                                    | Emilia Fahlin (SWE) (route)            | 18e                                    |
| 135                                    | Lauren Kitchen (AUS)                   | 47e                                    |
| 136                                    | Greta Richioud (FRA)                   | AB                                     |

| Health Mate-Ladies Team HMT | Health Mate-Ladies Team HMT   | Health Mate-Ladies Team HMT |
| --------------------------- | ----------------------------- | --------------------------- |
| Num                         | Coureuse                      | Pos                         |
| 141                         | Lara Defour (BEL)             | AB                          |
| 142                         | Sara Mustonen (SWE)           | 12e                         |
| 143                         | Christina Schweinberger (AUT) | 89e                         |
| 144                         | Kathrin Schweinberger (AUT)   | 97e                         |
| 145                         | Zsófia Szabó (HUN)            | AB                          |
| 146                         | Kirstie van Haaften (NED)     | AB                          |

| Hitec Products-Birk Sport HPU | Hitec Products-Birk Sport HPU | Hitec Products-Birk Sport HPU |
| ----------------------------- | ----------------------------- | ----------------------------- |
| Num                           | Coureuse                      | Pos                           |
| 151                           | Lucy van der Haar (GBR)       | AB                            |
| 152                           | Ingvild Gåskjenn (NOR)        | AB                            |
| 153                           | Vita Heine (NOR) (route)      | AB                            |
| 154                           | Julie Meyer Solvang (NOR)     | AB                            |
| 155                           | Chanella Stougje (NED)        | AB                            |
| 156                           | Lonneke Uneken (NED)          | 88e                           |

| Mitchelton-Scott MTS | Mitchelton-Scott MTS  | Mitchelton-Scott MTS |
| -------------------- | --------------------- | -------------------- |
| Num                  | Coureuse              | Pos                  |
| 161                  | Jessica Allen (AUS)   | AB                   |
| 162                  | Grace Brown (AUS)     | 56e                  |
| 163                  | Gracie Elvin (AUS)    | 33e                  |
| 164                  | Sarah Roy (AUS)       | 38e                  |
| 165                  | Moniek Tenniglo (NED) | 51e                  |
| 166                  | Amanda Spratt (AUS)   | 79e                  |

| Movistar Team MOV | Movistar Team MOV                 | Movistar Team MOV |
| ----------------- | --------------------------------- | ----------------- |
| Num               | Coureuse                          | Pos               |
| 171               | Aude Biannic (FRA) (route)        | 61e               |
| 172               | Roxane Fournier (FRA)             | 19e               |
| 173               | Alicia González (ESP)             | 59e               |
| 174               | Sheyla Gutiérrez (ESP)            | 62e               |
| 175               | Małgorzata Jasińska (POL) (route) | AB                |
| 176               | Gloria Rodríguez (ESP)            | AB                |

| Parkhotel Valkenburg PHV | Parkhotel Valkenburg PHV | Parkhotel Valkenburg PHV |
| ------------------------ | ------------------------ | ------------------------ |
| Num                      | Coureuse                 | Pos                      |
| 181                      | Ann-Sophie Duyck (BEL)   | 93e                      |
| 182                      | Marit Raaijmakers (NED)  | 65e                      |
| 183                      | Nina Buysman (NED)       | 90e                      |
| 184                      | Roxane Knetemann (NED)   | 66e                      |
| 185                      | Demi Vollering (NED)     | 35e                      |
| 186                      | Lorena Wiebes (NED)      | 2e                       |

| Sunweb SUN | Sunweb SUN                 | Sunweb SUN |
| ---------- | -------------------------- | ---------- |
| Num        | Coureuse                   | Pos        |
| 191        | Lucinda Brand (NED)        | 69e        |
| 192        | Pernille Mathiesen (DEN)   | AB         |
| 193        | Leah Kirchmann (CAN)       | 24e        |
| 194        | Floortje Mackaij (NED)     | 53e        |
| 195        | Coryn Rivera (USA) (route) | 23e        |
| 196        | Julia Soek (NED)           | AB         |

| Tibco-Silicon Valley Bank TIB | Tibco-Silicon Valley Bank TIB | Tibco-Silicon Valley Bank TIB |
| ----------------------------- | ----------------------------- | ----------------------------- |
| Num                           | Coureuse                      | Pos                           |
| 201                           | Brodie Chapman (AUS)          | 82e                           |
| 202                           | Lauren Stephens (USA)         | AB                            |
| 203                           | Alison Jackson (CAN)          | 25e                           |
| 204                           | Nina Kessler (NED)            | 16e                           |
| 205                           | Kendall Ryan (USA)            | AB                            |
| 206                           | Rozanne Slik (NED)            | 30e                           |

| Trek-Segafredo TFS | Trek-Segafredo TFS          | Trek-Segafredo TFS |
| ------------------ | --------------------------- | ------------------ |
| Num                | Coureuse                    | Pos                |
| 211                | Ellen van Dijk (NED)        | 76e                |
| 212                | Lotta Lepistö (FIN) (route) | 15e                |
| 213                | Elisa Longo Borghini (ITA)  | 77e                |
| 214                | Letizia Paternoster (ITA)   | 3e                 |
| 215                | Lauretta Hanson (AUS)       | AB                 |
| 216                | Trixi Worrack (GER)         | 100e               |

| Valcar Cylance VAL | Valcar Cylance VAL              | Valcar Cylance VAL |
| ------------------ | ------------------------------- | ------------------ |
| Num                | Coureuse                        | Pos                |
| 221                | Elisa Balsamo (ITA)             | 9e                 |
| 222                | Marta Cavalli (ITA) (route)     | 10e                |
| 223                | Maria Giulia Confalonieri (ITA) | 27e                |
| 224                | Silvia Pollicini (ITA)          | AB                 |
| 225                | Silvia Persico (ITA)            | 83e                |
| 226                | Ilaria Sanguineti (ITA)         | 101e               |

| WNT-Rotor Pro Cycling WNT | WNT-Rotor Pro Cycling WNT     | WNT-Rotor Pro Cycling WNT |
| ------------------------- | ----------------------------- | ------------------------- |
| Num                       | Coureuse                      | Pos                       |
| 231                       | Kirsten Wild (NED)            | 1re                       |
| 232                       | Gabrielle Pilote Fortin (CAN) | AB                        |
| 233                       | Claudia Koster (NED)          | 92e                       |
| 234                       | Sarah Rijkes (AUT)            | 74e                       |
| 235                       | Lara Vieceli (ITA)            | 63e                       |
| 236                       | Lisa Brennauer (GER)          | 73e                       |

## Organisation

### Prix
Les prix suivants sont distribués :
| Position | 1er     | 2e    | 3e    | 4e    | 5e    | 6e    | 7e    | 8e    | 9e    | 10e   |
| Prix     | 1 265 € | 935 € | 625 € | 375 € | 320 € | 275 € | 250 € | 200 € | 185 € | 165 € |

En sus, les coureuses placées de la 11e à la 15e place gagnent 130 €, celles placées de la 16e à la 20e place 100 €.